# Haddam Meadows State Park
Haddam Meadows State Park ist ein State Park im US-Bundesstaat Connecticut auf dem Gebiet der Gemeinde Haddam. Er bietet Möglichkeiten zum Picknicken, Angeln und Boot fahren auf dem Connecticut River.

## Geschichte
Die fruchtbare Flussaue war ursprünglich ein wichtiges landwirtschaftliches Gebiet und wurde zum Teil wie eine Allmende genutzt. Später wurde es für Personenschifffahrt und Handel auf dem Connecticut River genutzt, bevor es 1944 durch eine Schenkung der Hazen Foundation in einen State Park umgewandelt werden konnte.

## Geographie
Begrenzt wird der Park im Norden vom Kriegers Brook und dem Connecticut River, im Osten begrenzt der Mill Creek den Park. Südlich verläuft die Saybrook Road (154). Direkt benachbart ist der Haddam Island State Park auf einer Insel weiter nördlich im Connecticut River.